# Edmund Josef Bendl
Edmund Josef Bendl (* 10. Februar 1914 in Wien; † 2. Juni 1984 in Mürzzuschlag, Steiermark) war ein österreichischer Lehrer und Autor. Bekannt wurde er durch seine Bemühungen zur Erhaltung des Sonnblickobservatoriums.

## Biografie
Edmund Josef Bendl war nach dem Abschluss seiner Ausbildung zunächst hauptsächlich als freier Schriftsteller, aber auch als Lehrer tätig. 1947 trat er in den Schuldienst ein und war in einer Hauptschule in Wien-Floridsdorf (21. Bezirk) und später in der Peter-Rosegger-Hauptschule in Mürzzuschlag, Steiermark, als Lehrer tätig.
Große Bekanntheit erlangte er durch seine Bemühungen zur Rettung des Observatoriums auf dem Hohen Sonnblick, das aus finanziellen Gründen geschlossen werden sollte. Zu diesem Zweck hielt er über 200 Vorträge und schrieb das erfolgreiche Buch Der Sonnblick ruft, das auch verfilmt wurde.
Für diese Leistung wurde er 1952 einer der Preisträger des Karl-Renner-Preises. Am 7. Oktober 1975 beschloss die Wiener Landesregierung die Verleihung des Goldenen Verdienstzeichens des Landes Wien an Bendl.

## Bibliografie

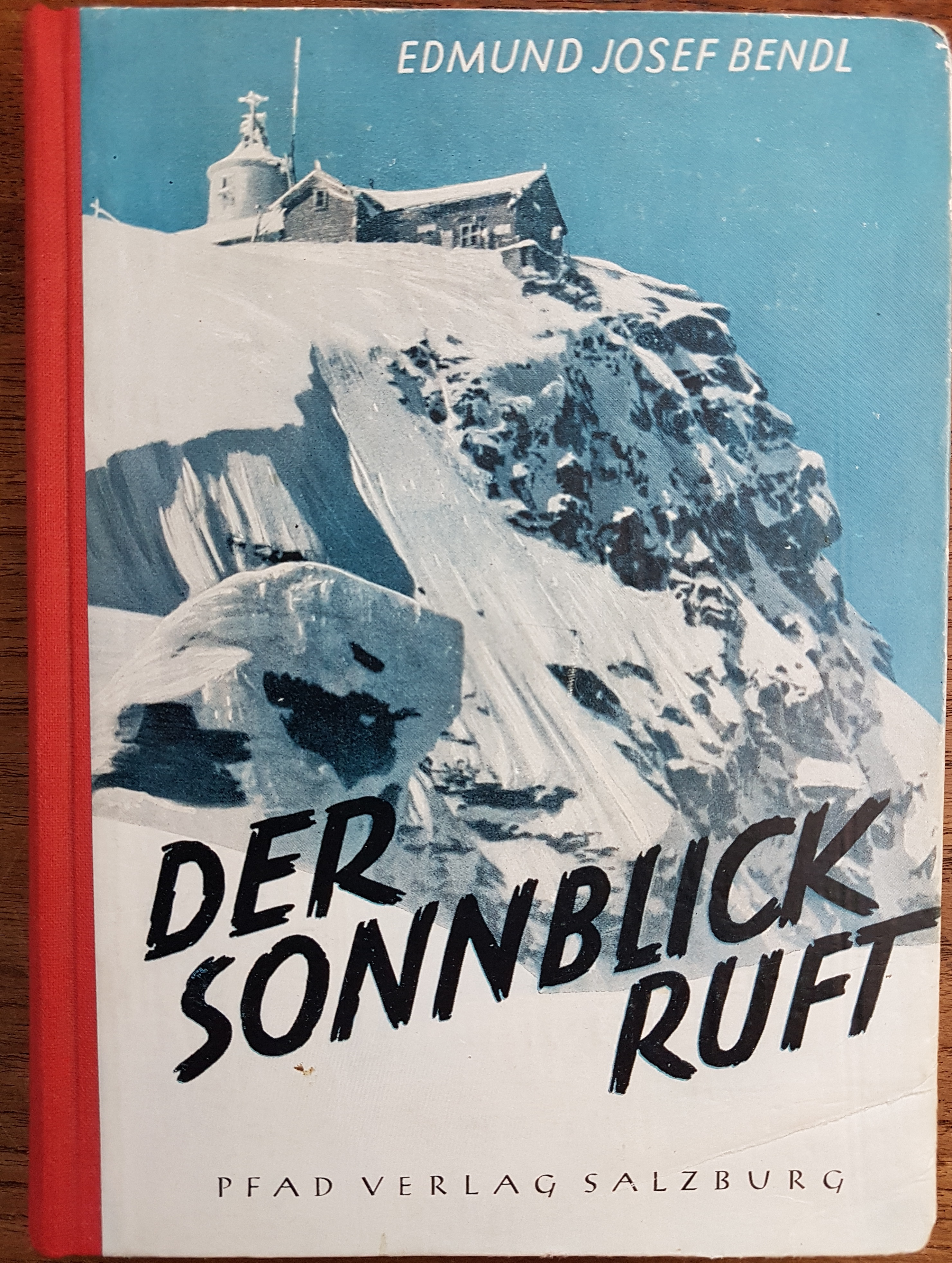
Der Sonnblick ruft – Bucheinband Vorderseite, 3. Auflage 1954

- Der Sonnblick ruft. Eine Erzählung aus Österreichs Bergen. 1952
- Die Hallstatt-Buben. Erzählungen aus dem Salzkammergut. 1953
- Die vierte Saite. Eine Erzählung aus Wien. 1956
- Brücke über den Abgrund. Roman um Südtirol. 1965
- Das Dorf der tausend Wunder. Ein Kinderdorfroman. 1965
- Das Spiel von der Heiligen Nacht. 1965